# Maria Cioncan
Maria Cioncan (* 19. Juni 1977 in Maieru, Kreis Bistrița-Năsăud; † 21. Januar 2007 bei Plewen, Bulgarien) war eine rumänische Leichtathletin. Die Mittelstreckenläuferin war 2004 Olympiadritte.
Maria Cioncan wurde 2003 im 800-Meter-Lauf sowie 2003 und 2004 im 1500-Meter-Lauf rumänische Meisterin. Bei den Olympischen Sommerspielen 2004 in Athen gewann sie im 1500-Meter-Lauf in persönlicher Bestzeit die Bronzemedaille hinter Kelly Holmes (GBR) und Tatjana Tomaschowa (RUS). Im 800-Meter-Lauf wurde sie Siebte.
Bei der Rückkehr aus einem Trainingslager in Griechenland verunglückte sie am 21. Januar 2007 bei einem Autounfall tödlich. Laut Polizeibericht verlor sie die Kontrolle über ihren Wagen, einen Škoda Fabia I, und fuhr gegen einen Baum, der sich am Rand der Straße von Sofia nach Plewen befand.
Maria Cioncan hatte bei einer Größe von 1,72 m ein Wettkampfgewicht von 51 kg.

## Bestleistungen
- 800 m: 1:59,44 min, 21. August 2004
- 1500 m: 3:58,39 min, 28. August 2004
- 3000 m: 8:57,71 min, 10. Juni 2002